# Piz Corvatsch
Piz Corvatsch är en bergstopp i Schweiz.   Den ligger i regionen Maloja och kantonen Graubünden, i den östra delen av landet, 190 km öster om huvudstaden Bern. Toppen på Piz Corvatsch är 3 451 meter över havet, eller 394 meter över den omgivande terrängen. Bredden vid basen är 3,7 km. Piz Corvatsch ingår i Bernina.
Terrängen runt Piz Corvatsch är huvudsakligen bergig. Närmaste större samhälle är St. Moritz, 10,2 km norr om Piz Corvatsch. 
Trakten runt Piz Corvatsch består i huvudsak av gräsmarker. Runt Piz Corvatsch är det glesbefolkat, med 20 invånare per kvadratkilometer.